# Логан, Карл
Карл Логан (англ. Karl Logan; род. 28 апреля 1965) — американский гитарист, бывший участник хеви-метал-группы Manowar. 

## Биография
Карл присоединился к Manowar в 1992 году, после, их концерта в северо-восточной Пенсильвании с группами Arc Angel и Fallen Angel.
Его стиль игры сильно отличался от стиля бывшего гитариста и сооснователя группы Росса «The Boss» Фридмэна. Стиль игры Росса можно охарактеризовать как зрелый и реалистичный. В нём легко узнавалось влияние семидесятых годов хэви-рока. Карл же следовал более изысканной, нео-классической школе метала, которая, по мнению некоторых фанатов, не очень хорошо гармонировала со сложившимся стилем игры группы.
В группу Карла Логана привёл Джоуи Де Майо. Существует несколько версий того как они познакомились. По одной из версий они познакомились на встрече байкеров. По другой, описанной в журнале фэн-клуба Manowar «Kings of Metal» — в магазине мотоциклов. Но Карл Логан упоминал в Hell on Earth Part I, что он познакомился с Джоуи Де Майо, чуть не сбив его на мотоцикле. Так началось их совместное творчество.
Увлечение Карла мотоциклами широко известно. В 2007 году из-за неосторожной езды Логан попал в аварию и получил перелом локтя. Гитарист долго восстанавливался после травмы.
В ноябре 2018 года Логан был арестован по обвинению в шести случаях скачивания и хранения детской порнографии. Позже музыкант был выпущен до суда под залог, но в связи с этим скандалом был уволен из группы и не принимал участия в туре. Логан признал себя виновным и в 2022 году был приговорён к 5 с половиной годам тюремного заключения и штрафу.